# Сребрен Поппетров
Сребрен Поппетров Попдимитров (изписване до 1945 година: Сребренъ попъ Петровъ) е български революционер, общественик и политик, виден деец на българското националноосвободително движение в Македония.

## Биография

### Образование
Сребрен Поппетров е роден на 8 октомври 1869 година в голямото леринско село Горно Върбени (Екши Су) в семейството на екзархийски свещеник. От 1877 до 1882 година учи в Лерин. След това в 1885 – 1889 година учи в Битоля и в 1891 година завършва третия випуск на педагогическото отделение на Солунската мъжка гимназия.

### Дейност в Османската империя (1891 – 1913)
В продължение на три години от 1891 до 1894 година учителства в село Прекопана (днес Перикопи) и в родното си Екши Су. Член е на Вътрешната македоно-одринска революционна организация от 1895 година. Участва в основаването на революционния комитет в Екши Су, а дейността му обяснява така:
| „ | В скоро време събрахме много пари, убедихме се от срещите, че е нужно да се работи за повдигане учебното дело и отстояване българските интереси против турските произволи власт и против вероломната гръцко-гъркоманска политика. | “ |

В 1897 година завършва славянска филология в Историко-филологическия факултет на Софийския университет. От 1 септември до 31 декември същата 1897 година преподава в Струмица, от 1 януари 1898 година е в Скопие, където до края на учебната година преподава литература в Скопското българско педагогическо училище и в трикласното училище. През 1897/1898 Сребрен Поппетров е член на окръжния комитет на ВМОРО в Скопие.
В 1898/1899 година учителства и е училищен инспектор в Тетово. След това в 1899/1900 година учи в Юридическия факултет на Женевския университет. В Женева участва в дейността на българското студентстко дружество „Братство“.
След завръщането си продължава с просветната и с революционната си дейност. В 1901/1902 година преподава в Солунската българска мъжка гимназия. В учебната 1902/1903 година е учител в Сярското българско педагогическо училище. От 1903 до 1907 година отново е в Солун, учител в Солунската българска девическа гимназия. В 1903 година, след Солунските атентати е арестуван. В Солун в 1906 – 1907 е председател на градския революционен комитет.
След Младотурската революция в 1908 година става деец на Съюза на българските конституционни клубове и е избран за делегат на неговия Учредителен конгрес от Сяр. Участва в създаването и управителното тяло на Съюза на българските учители в Отоманската империя и редактира печатния му орган вестник „Учителски глас“ (1910 – 1912). Училищен инспектор е в Сяр в 1908 – 1909 година, а след закриването на института на училищните инспектори е учител в Одринската българска гимназия.
В 1910/1911 година отново преподава в Солунската мъжка гимназия, а на следната 1911/1912 година преподава в Солунската българска търговска гимназия.
След закриването на Съюза на българските конституционни клубове Поппетров оглавява самостоятелна политическа група, която издава в Солун вестник „Истина“ (1912). Групата около Поппетров не приема предизборната платформата на „Искра“, „Вести“ и „Право“ и формира самостоятелна „Солунска българска отоманска изборна комисия“.
Делегат е от Лерин на Първия общ събор на Българската матица в Солун от 20 до 22 април 1910 година.
За революционна дейност е арестуван над  десет пъти.

### Дейност в Царство България (1913 – 1927)
След Междусъюзническата война Поппетров бяга в Свободна България и в 1913 - 1915 година преподава в Самоковската държавна мъжка гимназия. Участва в опита за уния, като участва в дискусиите, инициирани от Националния съюз през октомври 1913 година и публикува проуниатска статия във вестник „Дневник“. Членува в Либералната партия.
По време на Първата световна война е училищен инспектор в Струмишки окръг в 1915 – 1916 година в Скопско и Тетовско в 1916 година и окръжен управител в Битоля (1916 – 1917) и Куманово (1917 – 1918).
След войната Поппетров е застрахователен агент на дружество „Сила“ (1918 – 1922). Представител е на Костурско-Леринското братство на Учредителния събор на Съюза на македонските емигрантски организации, проведен в София от 22 до 25 ноември 1918 година. Сребрен Поппетров организира македонските емигрантски братства в България, както и Учредителния конгрес на Македонската патриотична организация в САЩ и Канада (1 – 4 октомври 1922). На 20 декември 1922 година със съгласието на ВМРО е назначен за окръжен управител на Петрички окръг. Като окръжен управител успешно използва противоречията в управляващите от Българския земеделски народен съюз, за да смекчи опитите им за натиск върху ВМРО в Пиринска Македония. На 18 април 1923 година, след поредното обтягане на отношенията между ВМРО и правителството на Александър Стамболийски, свързано с подписването на Нишката спогодба, е уволнен и дори е изпратен в Сливенския затвор. Работи като чиновник в тютюневата фирма „Херцог“.
Сребрен Поппетров е член на Илинденската организация и активен сътрудник на „Илюстрация Илинден“. Като представител на Петричка околия е депутат в XXI обикновено народно събрание (1923 – 1927) и е член на Македонската парламентарна група. Членува и във Всебългарския съюз „Отец Паисий“.
В 1927 година е чиновник за особени поръчки към Гръцко-българската смесена комисия.

### Дейност в Албания (1928 – 1931) и последни години
В периода 1928 – 1931 година Сребрен Поппетров е главен инспектор-организатор на църковно-училищното дело на българите в Албания. Поппетров прави обиколка на Албания и събира данни за броя на българите в страната и за състоянието на църквите и училищата им (вижте например Поверителен рапорт №54 на Сребрен Поппетров). Работи за отпускане на стипендии за албански българи от правителството и назначаване на български свещеници. Издейства книги и учебници, отпуснати от Дебърското братство.
След Албания е застрахователен агент на дружествата „България“ (1931 – 1932) и „Балкан“. В 1934 година е настоятел на храма „Свети Георги“.
Умира на 17 ноември 1950 година в София.
Синът му Стефан Сребренов е юрист, възпитаник на Софийския университет и асистент по конституционно право в него, редактор на списание „Студентски преглед“ и член на ръководството на студентската организация „Христо Ботев“. Дъщеря му Милка Сребренова е историчка.